# Кубок мира по спортивной гимнастике
Кубок мира по спортивной гимнастике (англ. Artistic Gymnastics World Cup Series) — серия соревнований по спортивной гимнастике. Проводится под эгидой Международной федерации гимнастики.

## Структура
Серия Кубка мира по спортивной гимнастике включает в себя две серии, двух уровней престижности: World Cup и Challenge Cup.
World Cup — это пять этапов с декабря по апрель. На соревнования этой серии приглашаются ведущие гимнасты. Отбор участников производится по результатам последнего Чемпионата мира (или Олимпиады). В каждом этапе принимают участие восемь спортсменов, отобранных таким образом, и один спортсмен по wild card от принимающей федерации (федерации страны, в которой проводится данный этап). Участники соревнуются в многоборье в один раунд (без квалификационного раунда).

## Финал Кубка мира
Финалы больше не проводятся, последний состоялся в 2008 году. В мае 2008 года на Совете Международной федерации гимнастики в Кейптауне было решено с января 2009 года больше ни в одной из дисциплин, которые федерация курирует, финалы Кубка мира не проводить.
| Год  | Название             | Место проведения | Программа соревнований       |
| ---- | -------------------- | ---------------- | ---------------------------- |
| 1975 | 1th World Cup Final  | Лондон           | C-II (многоборье)            |
| 1977 | 2th World Cup Final  | Овьедо           | C-II (многоборье)            |
| 1978 | 3th World Cup Final  | Сан-Паулу        | C-II (многоборье)            |
| 1979 | 4th World Cup Final  | Токио            | C-II (многоборье)            |
| 1980 | 5th World Cup Final  | Торонто          | C-II (многоборье)            |
| 1982 | 6th World Cup Final  | Загреб           | C-II (многоборье)            |
| 1986 | 7th World Cup Final  | Пекин            | C-II (многоборье)            |
| 1990 | 8th World Cup Final  | Брюссель         | C-II (многоборье)            |
| 1998 | 9th World Cup Final  | Сабаэ            | C-III (отд. виды многоборья) |
| 2000 | 10th World Cup Final | Глазго           | C-III (отд. виды многоборья) |
| 2002 | 11th World Cup Final | Штутгарт         | C-III (отд. виды многоборья) |
| 2004 | 12th World Cup Final | Бирмингем        | C-III (отд. виды многоборья) |
| 2006 | 13th World Cup Final | Сан-Паулу        | C-III (отд. виды многоборья) |
| 2008 | 14th World Cup Final | Мадрид           | C-III (отд. виды многоборья) |

## Сезоны

### Artistic Gymnastics World Cup Series 2012–2013
| Дата        | Этап              | Место проведения    | Программа соревнований    |
| ----------- | ----------------- | ------------------- | ------------------------- |
| 1–2 декабря | EnBW Turn WeltCup | Штутгарт            | C-II (многоборье), кат. А |
| 8 декабря   | Grand Prix        | Глазго              | C-II (многоборье), кат. А |
| 2 марта     | American Cup      | Вустер, Массачусетс | C-II (многоборье), кат. А |
| 6–7 апреля  | World Cup         | Токио               | C-II (многоборье), кат. А |

### Artistic Gymnastics World Cup / Challenge Cup Series 2013
| Дата           | Этап                     | Место проведения | Программа соревнований               |
| -------------- | ------------------------ | ---------------- | ------------------------------------ |
| 16–17 марта    | Internationaux de France | Ла-Рош-сюр-Йон   | C-III (отд. виды многоборья), кат. A |
| 21–24 марта    | Turnier der Meister      | Котбус           | C-III (отд. виды многоборья), кат. B |
| 27–29 марта    | Challenge Cup            | Доха             | C-III (отд. виды многоборья), кат. B |
| 26–28 апреля   | World Challenge Cup      | Любляна          | C-III (отд. виды многоборья), кат. B |
| 21–23 июня     | Grand Prix               | Анадия           | C-III (отд. виды многоборья), кат. B |
| 13–15 сентября | Grand Prix               | Осиек            | C-III (отд. виды многоборья), кат. B |

### Artistic Gymnastics World Cup Series 2013–2014
| Дата                  | Этап              | Место проведения         | Программа соревнований    |
| --------------------- | ----------------- | ------------------------ | ------------------------- |
| 30 ноября – 1 декабря | EnBW Turn WeltCup | Штутгарт                 | C-II (многоборье), кат. A |
| 7 декабря             | Grand Prix        | Глазго                   | C-II (многоборье), кат. A |
| 1 марта               | American Cup      | Гринсборо, Сев. Каролина | C-II (многоборье), кат. A |
| 5–6 апреля            | World Cup         | Токио                    | C-II (многоборье), кат. A |

### Artistic Gymnastics World Cup Series 2023
| Дата            | Место проведения | Программа соревнований |
| --------------- | ---------------- | ---------------------- |
| 23 — 26 февраля | Котбус           | C-III                  |
| 1 — 4 марта     | Доха             | C-III                  |
| 9 — 12 марта    | Баку             | C-III                  |
| 27 — 30 апреля  | Каир             | C-III                  |

### Artistic Gymnastics World Challenge Cup Series 2023
| Дата             | Место проведения | Программа соревнований |
| ---------------- | ---------------- | ---------------------- |
| 25 — 28 мая      | Варна            | C-III                  |
| 1 — 4 июня       | Тель-Авив        | C-III                  |
| 8 — 11 июня      | Осиек            | C-III                  |
| 1 — 3 сентября   | Мерсин           | C-III                  |
| 8 — 10 сентября  | Сомбатхей        | C-III                  |
| 16 — 17 сентября | Париж            | C-III                  |